# 헌법재판소 자문위원회
헌법재판소 자문위원회는 헌법재판소의 제도개선과 발전에 관하여 헌법재판소장의 자문에 응하기 위해 설치된 대한민국 헌법재판소 소속 위원회이다.

## 설치 근거
- 헌법재판소법 제17조 제9항
  - 헌법재판소 사무기구에 관한 규칙 제9조 제6항 제9호
  - 헌법재판소 자문위원회 규칙(이하 '규칙')

## 구성
- 규칙 제2조 제1항에 따라, 위원회는 위원장 및 부위원장 각 1명을 포함하여 총 20명 이내의 위원으로 구성한다.
- 규칙 제2조 제2항에 따라 위원장 및 부위원장은 위원회에서 호선하고, 제4항에 따라 위원의 임기는 2년으로 한다.
- 규칙 제3항에 따라 위원은 다음과 같은 자격을 가진 자 중에서 재판관회의의 의결을 거쳐 헌법재판소장이 위촉한다.
  - 변호사의 자격이 있는 사람으로서 10년 이상 법률에 관한 사무에 종사한 사람
  - 공인된 대학의 법률학 정교수
  - 헌법재판업무와 관련된 국가기관에 근무하는 차관급 이상의 공무원
  - 헌법재판에 관한 학식과 사회적 덕망이 높은 사람

## 같이 보기
- 대한민국 헌법재판소